# Koegrasbrug
De Koegrasbrug bij Breezand en Den Helder is een als stalen ophaalbrug uitgevoerde spoorbrug uit 1973 over het Noordhollandsch Kanaal in de Spoorlijn Den Helder - Amsterdam. Aansluitend op de spoorbrug gaat het spoor met een spoorviaduct uit 1999 over de Rijksweg N9. De brug is vernoemd naar polder Koegras.

## Historie
De Koegrasbrug vervangt een spoordraaibrug uit 1865. De brug werd ontworpen door de NS onder supervisie van Ir. H.R.C. Wieberdink (1920-2001).